# The Crimson Wing
The Crimson Wing è un film muto del 1915 diretto e interpretato da E.H. Calvert, basato sul romanzo omonimo di Hobart C. Chatfield-Taylor, pubblicato a Chicago e a New York nel 1902

## Trama
Ludwig von Leun-Walram, ufficiale dell'esercito tedesco, è oggetto dell'amore di Marguerite Clarion, un'attrice francese, ma il giovane conte, con discrezione, lascia intendere alla donna che non può amarla. Ludwig è innamorato di Marcelle de Lambach, figlia di un generale, ma prima che i due possano convolare a nozze, tra Francia e Germania scoppia la guerra. Ludwig è costretto a tornare in patria mentre Marcelle si reca al fronte insieme a suo padre. Il generale resta ucciso e Marcelle viene catturata dai tedeschi, che però la scortano fino alle linee francesi.
Nel frattempo, Marguerite, contattata da Paul D'Arblay, una spia che le chiede di lavorare per lui, rifiuta, decidendo invece di arruolarsi nella Croce Rossa.  Quando trova Ludwig ferito, lo cura a casa di sua zia. Ma D'Arblay li scopre e minaccia di denunciarli a meno che l'ex attrice non accetti di sposarlo. La donna cede al ricatto ma poi preferisce il veleno al matrimonio con quell'uomo che lei detesta.
Ludwig, in via di guarigione, sogna adesso un futuro senza guerra e insieme all'amata Marcelle.

## Produzione
Il film fu prodotto dalla Essanay Film Manufacturing Company. Venne girato parte in Francia e parte a Chicago, dove la casa di produzione aveva la sua sede principale. Vi fu incluso anche l'ascesa di uno Zeppelin tedesco. Le riprese in Francia mostrano le manovre dell'esercito francese comandato dal generale Joseph Jacques Césaire Joffre. A Chicago, alcune ricche residenze ospitarono il set del film, come quella di Hobart C. Chatfield-Taylor, di Harold e Cyrus McCormick, di Orville Babcock, di Edward S. Moore (vice presidente della ferrovia Rock Island Railroad che interpreta uno chauffeur), di James Ward Thorne, di Scott Durand, di Howard Shaw e del commediografo Wallace Rice. Molti dei padroni di casa apparvero nel film insieme ai loro familiari.

## Distribuzione
Il copyright del film, richiesto dalla Essanay Film Mfg. Co., fu registrato il 20 ottobre 1915 con il numero LP6743.
Distribuito dalla V-L-S-E, il film uscì nelle sale cinematografiche USA il 1º novembre 1915.